# Discipline

Steve Balls "Possible Productions knotwork" finns på omslaget till senare utgåvor av Discipline.

Discipline är ett musikalbum av King Crimson som släpptes i september 1981 på skivbolaget E.G. Records. Det producerades av King Crimson och Rhett Davies. Discipline var det första album King Crimson släppte på sex år och påbörjar en ny era i Kings musik.

## Låtlista
Samtliga låtar skrivna av Adrian Belew, Bill Bruford, Robert Fripp och Tony Levin.
1. "Elephant Talk" - 4:43
2. "Frame by Frame" - 5:11
3. "Matte Kudasai" - 3:49
4. "Indiscipline" - 4:34
5. "Thela Hun Ginjeet" - 6:27
6. "The Sheltering Sky" - 8:24
7. "Discipline" - 5:07

## Medverkande
- Robert Fripp - gitarr
- Adrian Belew - gitarr, sång
- Tony Levin - bas, Chapman Stick, sång
- Bill Bruford - trummor